# Crocodylus anthropophagus
Il coccodrillo antropofago (Crocodylus anthropophagus) è una specie di coccodrillo estinta, vissuta tra il Pliocene superiore e il Pleistocene inferiore (circa 1,9 - 1,8 milioni di anni fa). I suoi resti sono stati ritrovati in Tanzania, nella ben nota Gola di Olduvai.

## Descrizione

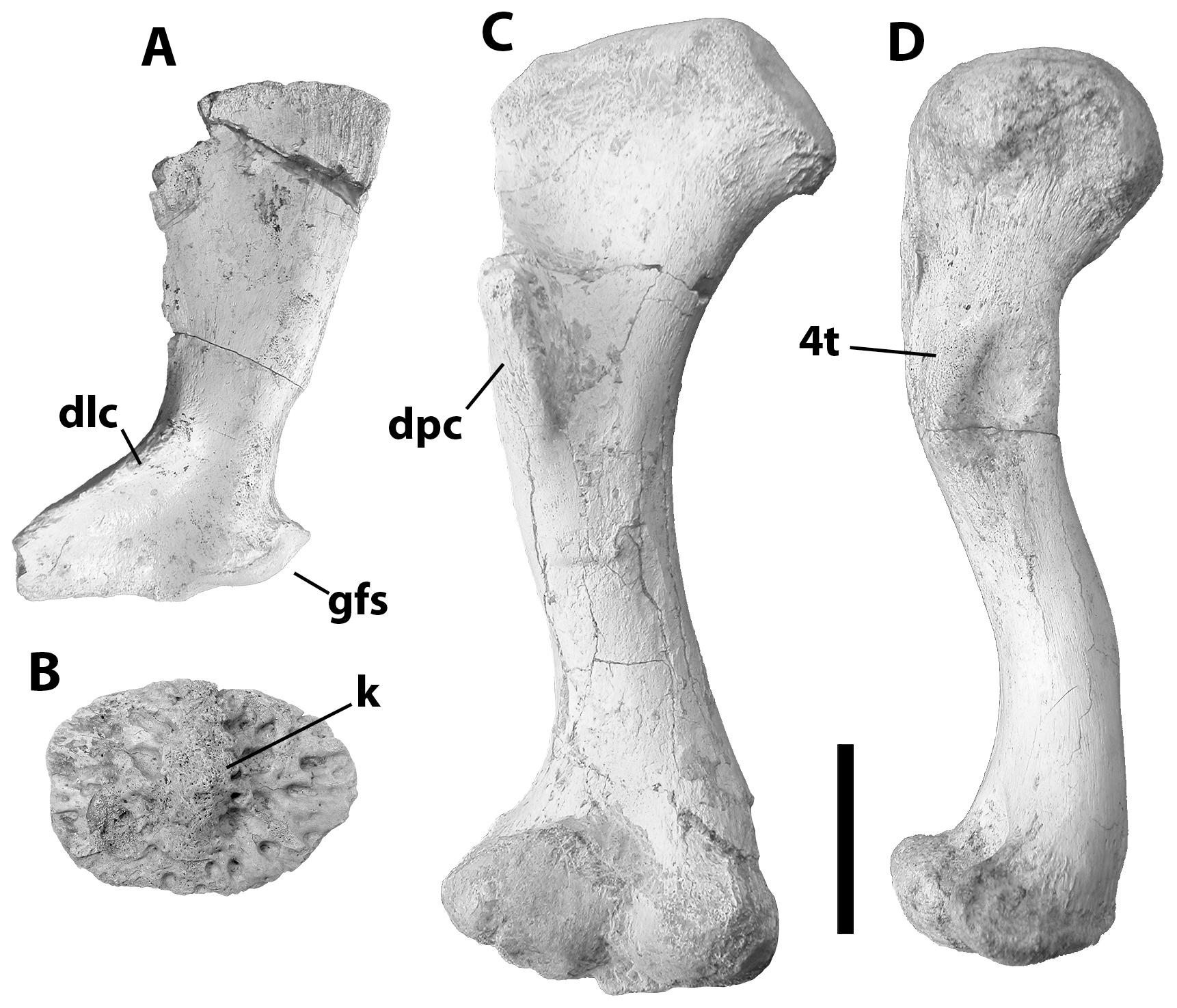
Resti fossili, ossa postcraniali di C. anthropophagus

Questo coccodrillo è noto attraverso alcuni resti del cranio e dello scheletro, che hanno permesso agli studiosi di ricostruire l'animale: la lunghezza doveva aggirarsi intorno ai 6 metri, e sono evidenti le somiglianze con l'attuale coccodrillo del Nilo (Crocodylus niloticus). Il cranio, però era più profondo, robusto e dotato di "corna" triangolari che si protendevano sul retro del cranio. Analoghe strutture erano presenti anche in altri coccodrilli estinti, come Voay robustus del Madagascar, ma non strettamente imparentati.

## Classificazione
Crocodylus anthropophagus venne descritto per la prima volta nel 2010, sulla base di resti fossili ritrovati nella zona di Olduvai, in Tanzania. Analisi filogenetiche indicano che questa specie era molto simile a un'altra specie, C. thornbjarnasoni, del Plio-Pleistocene del Kenya. Queste due specie condividono una combinazione di caratteri che le porrebbero alla base del genere Crocodylus, e forniscono interessanti indizi riguardanti l'origine di questo genere. 

## Paleoecologia
Come indica il nome, si pensa che il coccodrillo antropofago includesse nella sua dieta anche gli antenati dell'uomo. Nella gola di Olduvai, infatti, dove sono stati rinvenuti i resti di questo coccodrillo, sono stati rinvenuti anche i fossili degli ominidi Homo habilis e Paranthropus boisei, alcuni dei quali presentano tracce attribuibili a morsi da coccodrillo. In ogni caso, il coccodrillo antropofago era il più grande predatore del suo habitat.